# Aharon Eggleston
Aharon Eggleston (nacido en San Diego, California, Estados Unidos, el 4 de julio de 1981) es un beisbolista profesional estadounidense, que jugó en las posición de Jardinero en la Liga Venezolana de Béisbol Profesional para los Leones del Caracas.